# Grande Prêmio de Mônaco de 1955
Resultados do Grande Prêmio de Mônaco de Fórmula 1 realizado em Montecarlo à 22 de maio de 1955. Foi a segunda etapa da temporada e teve como vencedor Maurice Trintignant, primeiro francês a triunfar na categoria.

## Classificação da prova
| Pos. | Nº | Piloto                    | Construtor | Voltas | Tempo/Diferença   | Grid | Pontos |
| ---- | -- | ------------------------- | ---------- | ------ | ----------------- | ---- | ------ |
| 1    | 44 | Maurice Trintignant       | Ferrari    | 100    | 2:58:09.8         | 9    | 8      |
| 2    | 30 | Eugenio Castellotti       | Lancia     | 100    | + 20.2            | 4    | 6      |
| 3    | 34 | Jean Behra Cesare Perdisa | Maserati   | 99     | + 1 volta         | 5    | 2      |
| 4    | 42 | Giuseppe Farina           | Ferrari    | 99     | + 1 volta         | 14   | 3      |
| 5    | 28 | Luigi Villoresi           | Lancia     | 99     | + 1 volta         | 7    | 2      |
| 6    | 32 | Louis Chiron              | Lancia     | 95     | + 5 voltas        | 19   |        |
| 7    | 10 | Jacques Pollet            | Gordini    | 91     | + 9 voltas        | 20   |        |
| 8    | 48 | Piero Taruffi Paul Frère  | Ferrari    | 86     | + 14 voltas       | 15   |        |
| 9    | 6  | Stirling Moss             | Mercedes   | 81     | + 19 voltas       | 3    |        |
| Ret  | 40 | Cesare Perdisa Jean Behra | Maserati   | 86     | Spun off          | 11   |        |
| Ret  | 26 | Alberto Ascari            | Lancia     | 80     | Acidente          | 2    |        |
| Ret  | 46 | Harry Schell              | Ferrari    | 68     | Motor             | 18   |        |
| Ret  | 36 | Roberto Mieres            | Maserati   | 64     | Transmissão       | 6    |        |
| Ret  | 12 | Élie Bayol                | Gordini    | 63     | Transmissão       | 16   |        |
| Ret  | 2  | Juan Manuel Fangio        | Mercedes   | 49     | Transmissão       | 1    | 1      |
| Ret  | 8  | Robert Manzon             | Gordini    | 38     | Câmbio            | 13   |        |
| Ret  | 4  | André Simon               | Mercedes   | 24     | Engine            | 10   |        |
| Ret  | 18 | Mike Hawthorn             | Vanwall    | 22     | Acelerador        | 12   |        |
| Ret  | 14 | Louis Rosier              | Maserati   | 8      | Vazamento de óleo | 17   |        |
| Ret  | 38 | Luigi Musso               | Maserati   | 7      | Transmissão       | 8    |        |
| DNQ  | 22 | Lance Macklin             | Maserati   |        |                   |      |        |
| DNQ  | 24 | Ted Whiteaway             | HWM-Alta   |        |                   |      |        |
| DNQ  | 4  | Hans Herrmann             | Mercedes   |        | Piloto machucado  |      |        |

## Tabela do campeonato após a corrida
Classificação do mundial de pilotos
|    | Pos. | Piloto                | Pontos |
| -- | ---- | --------------------- | ------ |
| 1  | 1    | Maurice Trintignant   | 11 1⁄3 |
| 1  | 2    | Juan Manuel Fangio    | 10     |
| 1  | 3    | Giuseppe Farina       | 6 1⁄3  |
| 10 | 4    | Eugenio Castellotti   | 6      |
| 1  | 5    | José Froilán González | 2      |

- Nota: Somente as primeiras cinco posições estão listadas. Apenas os cinco melhores resultados dentre os pilotos eram computados visando o título.